# دانوبیوس هتل

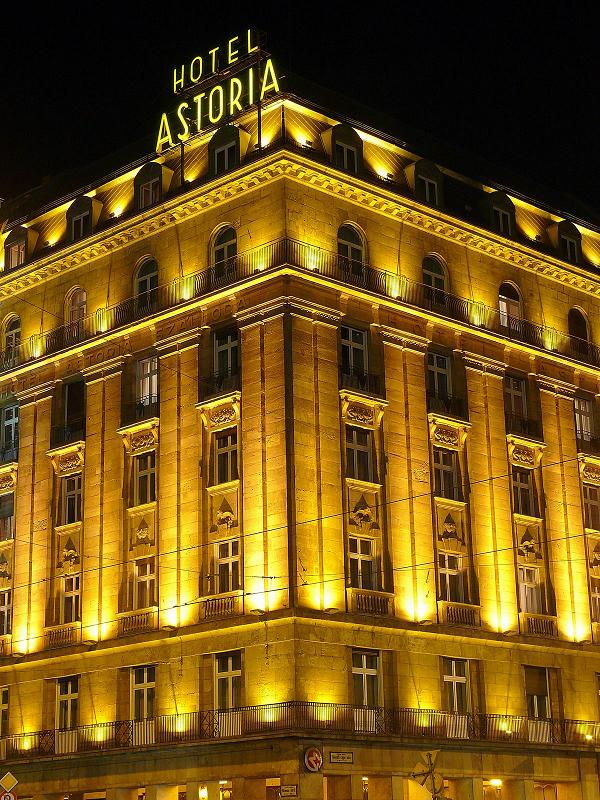
دانوبیوس هتل، شعبه بوداپست

دانوبیوس هتل (به انگلیسی: Danubius Hotel) بزرگترین گروه هتل‌داری مجارستانی است، که در سال ۱۹۷۲ توسط دولت مجارستان تأسیس شد. دانوبیوس هتل هم‌اکنون مالک شبکه‌ای از ۵۶ هتل است، که در کشورهای مجارستان، بریتانیا، جمهوری چک، اسلواکی و رومانی مستقر می‌باشند. دفتر مرکزی دانوبیوس هتل در شهر بوداپست، مجارستان قرار دارد و بخشی از سهام آن در بازارهای بورس بوداپست و بورس ورشو معامله می‌شود.